# Лінійна сепарабельність
Лінійна сепарабельність в евклідовій геометрії — це геометрична властивість пари множин точок. Цю властивість легко унаочнити у двовимірному випадку (евклідової площини). Нехай один набір точок буде пофарбований у синій колір, а інший набір точок буде пофарбований у червоний. Ці два набори є «лінійно відокремленими», якщо в площині існує принаймні одна пряма яка розділяє сині і червоні точки. Тобто всі сині точки розташовані по один бік від прямої, а всі червоні точки на іншому боці. Ця ідея очевидно узагальнюється на евклідові простори більшої розмірності, якщо пряму замінити на гіперплощину.
Проблема визначення того, чи є пара наборів лінійно відокремлюваною і чи можна знайти розділяючу гіперплощину, виникає у багатьох областях. Зокрема, у статистиці та машинному навчанні класифікація деяких типів даних є проблемою, для якої існують алгоритми, засновані на сепарабельності множин.

## Математичне визначення
Нехай {\displaystyle X_{0}} і {\displaystyle X_{1}} - два набори точок в n-вимірному евклідовому просторі. Тоді {\displaystyle X_{0}} і {\displaystyle X_{1}} є лінійно відокремленими, якщо існує  n  + 1 дійсне число {\displaystyle w_{1},w_{2},..,w_{n},k}, так що кожна точка {\displaystyle x\in X_{0}} задовольняє {\displaystyle \sum _{i=1}^{n}w_{i}x_{i}>k}, і кожна точка {\displaystyle x\in X_{1}} задовольняє {\displaystyle \sum _{i=1}^{n}w_{i}x_{i}<k}, де {\displaystyle x_{i}} є  {\displaystyle i}-ю компонентою {\displaystyle x} .
Аналогічно, два набори лінійно відокремлюються точно, коли їхні відповідні опуклі оболонки - це неперетинні множини.

## Приклади
Три не-колініарних точки у двох класах ('+' та '-') завжди лінійно розділяються в двох вимірах. Це проілюстровано на трьох прикладах на наступному малюнку (усі праві "+" не відображаються, але схожі на всі "-"):
|  |  |  |

Проте не всі набори з чотирьох точок, три з яких не колінеарні, лінійно розділяються в двох вимірах. Наступний приклад потребує двох прямих ліній і таким чином не може бути лінійно відокремлений:
|  |

Також, зверніть увагу, що три колінеарні точки форми "+ ⋅⋅⋅ — ⋅⋅⋅ +" також не лінійно відокремлюються.

## Лінійна сепарабельність булевих функцій уnзмінних
Булева функцію в  n  змінних можна вважати присвоюванням  0  або  1  для кожної вершини булевої гіперплощини розміру n. Це дає природний поділ вершин на дві множини. Булева функція вважається лінійно відокремленою, якщо ці два набори точок лінійно розділяються.
| Кількість змінних | Лінійно відокремлені булеві функції |
| ----------------- | ----------------------------------- |
| 2                 | 14                                  |
| 3                 | 104                                 |
| 4                 | 1882                                |
| 5                 | 94572                               |
| 6                 | 15028134                            |
| 7                 | 8378070864                          |
| 8                 | 17561539552946                      |
| 9                 | 144130531453121108                  |

## Метод опорних векторів

H _{ 1 } не розділяє набори. H _{ 2 } розділяє, але лише з невеликим покращенням. H _{ 3 } відокремлює їх з максимальною границею.

Класифікація даних - загальне задача у  машинному навчанні.
Припустимо, що вказуються деякі  набори даних, кожен з яких належить до одного з двох наборів, і ми хочемо створити модель, яка вирішить, якою буде  нова точка даних. У випадку  методу опорних векторів, точка даних розглядається як вектор розмірності  p  (список з  p  чисел), і ми хочемо дізнатись, чи можемо ми розділити ці точки (p − 1)-вимірною
 гіперплощиною. Це називається лінійним класифікатором. Є багато гіперплощин, які можуть класифікувати (розділяти) дані. Розумний вибір найкращої гіперплощини, - це той, який дає найбільше відокремлення між двома наборами. Таким чином, ми вибираємо гіперплощину так, щоб відстань була максимальна як від неї, так і до найближчої точки даних з кожної сторони. Якщо така гіперплощина існує, вона відома як "максимальна розділова гіперплощина", а лінійний класифікатор, який він визначає, відомий як «максимальний  класифікатор розділення ».
Більш формально, з урахуванням деяких тренувальних даних {\displaystyle {\mathcal {D}}}, набір n точок форми
{\displaystyle {\mathcal {D}}=\left\{(\mathbf {x} _{i},y_{i})\mid \mathbf {x} _{i}\in \mathbb {R} ^{p},\,y_{i}\in \{-1,1\}\right\}_{i=1}^{n}}
де  yi  це - 1 або -1, що вказує на набір, до якого належить точка {\displaystyle \mathbf {x} _{i}}. Кожен {\displaystyle \mathbf {x} _{i}} - це p-вимірний вектор дійсних чисел. Ми хочемо знайти максимально розділова гіперплощину, яка розподіляє точки з {\displaystyle y_{i}=1} з тих, що мають {\displaystyle y_{i}=-1}. Будь-яку гіперплощину можна записати як набір точок {\displaystyle \mathbf {x} }, що задовольняють
{\displaystyle \mathbf {w} \cdot \mathbf {x} -b=0,}
де {\displaystyle \cdot } позначає скалярний добуток і {\displaystyle {\mathbf {w} }} (необов'язково нормований)  вектор нормалі до гіперплощини. Параметр {\displaystyle {\tfrac {b}{\|\mathbf {w} \|}}} визначає зміщення гіперплощини від початку вздовж вектора нормалі {\displaystyle {\mathbf {w} }}.
Якщо тренувальні дані лінійно відокремлюються, ми можемо вибрати дві гіперплощини таким чином, щоб вони розділяли дані, а між ними не було точок, а потім намагалися максимально збільшити відстань між ними.